# Japalura variegata
Japalura variegata är en ödleart som beskrevs av  Gray 1853. Japalura variegata ingår i släktet Japalura och familjen agamer. IUCN kategoriserar arten globalt som livskraftig. Inga underarter finns listade i Catalogue of Life.